# Reino de Rattanakosin
O Reino de Rattanakosin (em tailandês: อาณาจักร รัตนโกสินทร์, AFI: [t͡ɕàk ráttanákō sǐn ː]), também chamado Império de Rattanakosin, é o quarto reino da História da Tailândia. Foi fundado em 1782 com o estabelecimento de Bancoque como capital. Terminou em 1932, quando uma revolução causou mudanças políticas no país.